# Maja vestida
La maja vestida è un dipinto a olio su tela di Francisco Goya, realizzato tra il 1800 e il 1808 e conservato al Museo del Prado di Madrid.

## Storia

### La duchessa de Alba
La Maja vestida fu dipinta tra il 1800 e il 1808 probabilmente su committenza dello stesso Manuel Godoy; manca però il documento della sua commissione e questo ha creato una sorta di mistero intorno al quadro, fino alla fantasiosa ipotesi che esso possa ritrarre la duchessa de Alba. Tale supposizione è infondata visto che non vi è alcuna somiglianza nella fisionomia né vi è testimonianza che i dipinti le siano appartenuti. Tuttavia l'insistenza di quest'ipotesi indusse il duca de Alba a far dissotterrare i resti della sua antenata per fugare ogni sospetto. Sulla possibilità che la Cayetana fosse la donna ritratta sono stati versati fiumi d'inchiostro: alla morte della duchessa, nel 1802, tutti i suoi quadri divennero di proprietà di Godoy, per cui potrebbe essere pervenuto a lui in questo modo, come peraltro è successo per la Venere allo specchio di Velázquez. Non c'è dunque prova definitiva che il quadro sia appartenuto in precedenza alla duchessa né si può escludere che possa essere divenuto proprietà di Godoy in altro modo, inclusa la diretta committenza. La Maja Vestida è stata ritrovata nello stesso gabinetto del dipinto di Velázquez Venere allo specchio, insieme ad un'altra Venere italiana risalente al Cinquecento e a una copia della Venere di Urbino di Tiziano.

### Il soggetto rappresentato
La proprietà del quadro potrebbe ricondurre all'identità della modella: vista l'amicizia che Goya nutriva per la duchessa d'Alba, di cui ha lasciato vari ritratti, e di una qualche somiglianza con le Maja vestida, si pensò a lei come misteriosa modella del dipinto. Nel 1843 Louis Viardot sostenne in Les musées de Espagne che la modella fosse appunto la duchessa. Tuttavia, la probabile committenza dell'opera da parte di Godoy potrebbe indicare l'identità della modella rappresentata (per molto identificata come Cayetana, che fu una delle sue amanti) in Pepita Tudó, anche lei una sua amante.

### Collocazione
Il quadro trovò collocazione alla Real Academia de San Fernando, dove venne regolarmente esposto. Dal 1910 invece l'opera si trova custodita al Museo del Prado di Madrid.

## Descrizione
Il velo bianco di questa Maja si stringe talmente alla figura, in particolare ai fianchi e al seno, da farla sembrare quasi più nuda della Maja desnuda. La fascia ai fianchi è di seta luminosa, la giacchettina gialla e nera non è il classico bolero, e le sue scarpe dalla punta lunga e affusolata sono più tipiche delle ricche signore che delle majas: sembra quasi che il pittore abbia voluto ritrarre una donna aristocratica che amava vestirsi come le giovani popolane. Questo, insieme con gli abiti disegnati con l'unico scopo di far risaltare la vitale sensualità del corpo, rende il tutto carico di ambiguità: il travestimento fonte di erotismo, lasciando allo spettatore il compito dello svelamento.
Goya ha qui impiegato pennellate svelte, pastose e molto leggere (a differenza della Desnuda), tocchi più casuali e meno rifiniti, e colori molto più accesi. La giacchetta e l'alcova sono resi in modo molto sommario, i merletti e la biancheria sono modificati e semplificati. Anche lo spazio in fondo è piatto, privo di quell'illuminazione diffusa che, nella Desnuda, dava risalto al corpo nudo in primo piano.

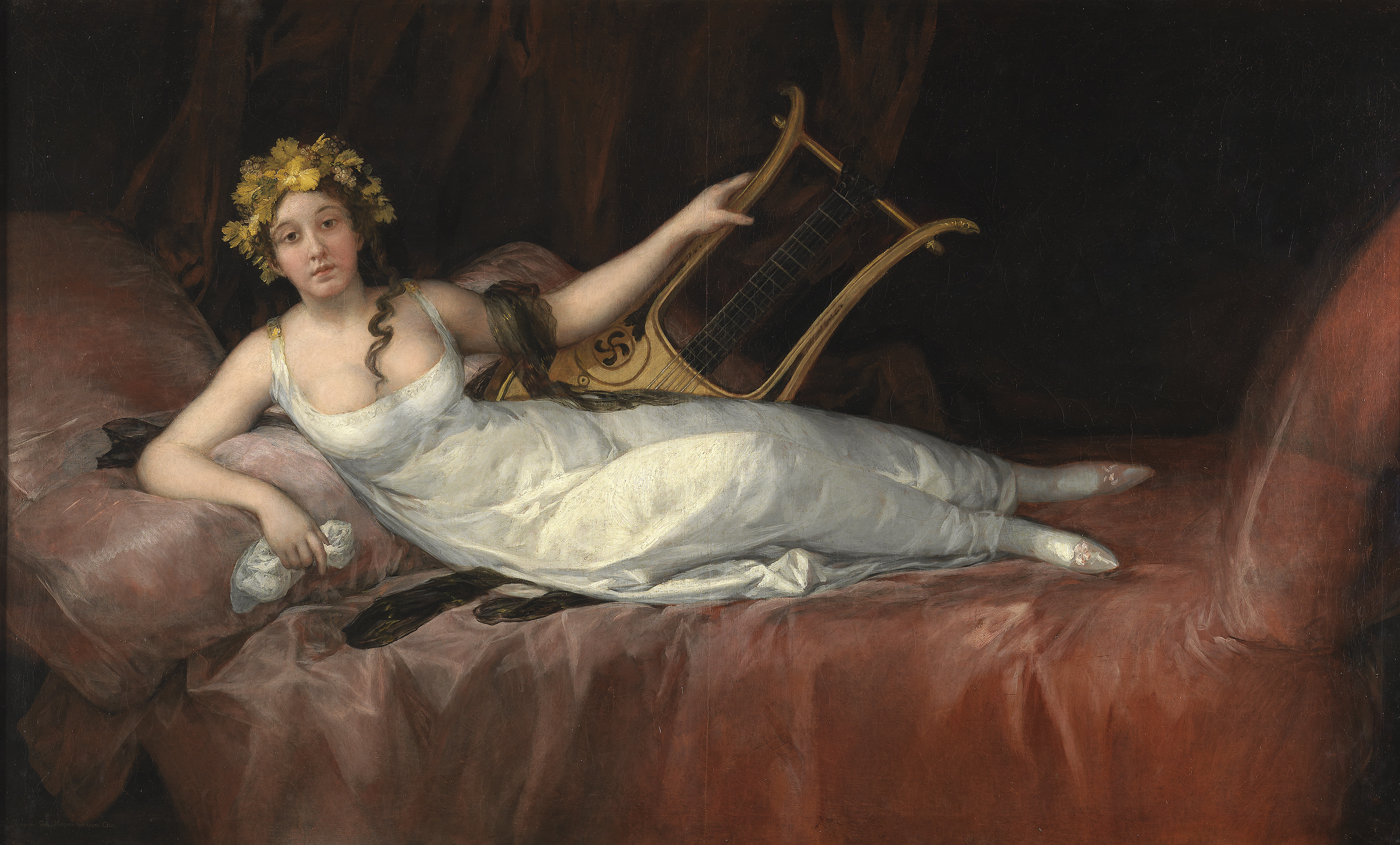
Francisco Goya, La marchesa di Santa Cruz (1805), museo del Prado, Madrid

Della naturalezza ostentata della Desnuda rimane flebile traccia solo nel volto, il quale tuttavia è molto diverso, tanto da far pensare a qualche critico che non si tratti in realtà della stessa modella. In realtà la Vestida, con le guance pienotte, il mento tondo e gli occhi truccati non ha gli stessi caratteri della Desnuda: volto affilato e non truccata. La Vestida, a ben guardare, non rappresenta alcuna donna particolare: è solo il generico ritratto di un "tipo" pittoresco di donna esuberante, raffigurazione convenzionale di una maja.
Si pensi al modo in cui, probabilmente, i due dipinti erano posti e al meccanismo che mostrava il corpo nudo al di sotto del corpo vestito: il trucco era sottile, lo svelamento più efficace. Alla parete si vedeva un quadro con una bambola umana, una caratterizzazione pittoresca di un certo tipo femminino: sotto di lei, somigliante a lei eppure diversa stava l'amante del ministro, nuda, orgogliosa, sorridente. Inevitabile, infine, il confronto fra questa Maja e La marchesa di Santa Cruz, ottimo buon esempio di come la rappresentazione del corpo femminile si sia riallineata secondo i canoni: pur nell'atteggiamento simile, qui la contessa è debitamente travestita da mito, quello di Euterpe appunto.